# Christopher Tolkien
Christopher John Reuel Tolkien (født 21. november 1924, død 16. januar 2020) var J.R.R. Tolkiens (1892–1973) yngste søn. Han var redaktør på mange af faderens posthume værker – herunder Efterladte historier.

### Som forfatter
elandic Hervarar saga ok Heiðreks

### Som redaktør
- Chaucer, Geoffrey (1958) [1387-1400].  —; Coghill, Nevill (red.). The Nun's Priest's Tale.
- Chaucer, Geoffrey (1959) [1387-1400].  ———; Coghill, Nevill (red.). The Pardoner's Tale.
- Chaucer, Geoffrey (1969) [1387-1400].  ———; Coghill, Nevill (red.). The Man of Law's Tale.
- ———, red. (1975). Sir Gawain and the Green Knight, Pearl, and Sir Orfeo. Oversat af Tolkien, J.R.R.; Gordon, E.V.
- Tolkien, J.R.R. (1977).  — (red.). The Silmarillion. , with Guy Gavriel Kay
- Tolkien, J.R.R. (1979).  — (red.). Pictures by J.R.R. Tolkien.
- Tolkien, J.R.R. (1980).  — (red.). Unfinished Tales.
- Carpenter, Humphrey; —, red. (1981). The Letters of J. R. R. Tolkien. , as an assisting editor
- Tolkien, J.R.R. (1983).  — (red.). The Monsters and the Critics, and Other Essays.
- Tolkien, J.R.R. (1983-2002).  — (red.). The History of Middle-earth. , 12 volumes
  - Tolkien, J.R.R. (1983).  — (red.). The Book of Lost Tales, part 1. Vol. 1.
  - Tolkien, J.R.R. (1984).  — (red.). The Book of Lost Tales, part 2. Vol. 2.
  - Tolkien, J.R.R. (1985).  — (red.). The Lays of Beleriand. Vol. 3.
  - Tolkien, J.R.R. (1986).  — (red.). The Shaping of Middle-earth. Vol. 4.
  - Tolkien, J.R.R. (1987).  — (red.). The Lost Road and Other Writings. Vol. 5.
  - Tolkien, J.R.R. (1988).  — (red.). The Return of the Shadow. Vol. 6.
  - Tolkien, J.R.R. (1989).  — (red.). The Treason of Isengard. Vol. 7.
  - Tolkien, J.R.R. (1990).  — (red.). The War of the Ring. Vol. 8.
  - Tolkien, J.R.R. (1992).  — (red.). Sauron Defeated. Vol. 9.
  - Tolkien, J.R.R. (1993).  — (red.). Morgoth's Ring. Vol. 10.
  - Tolkien, J.R.R. (1994).  — (red.). The War of the Jewels. Vol. 11.
  - Tolkien, J.R.R. (1996).  — (red.). The Peoples of Middle-earth. Vol. 12.
  - Tolkien, J.R.R. (2002).  — (red.). The History of Middle-earth Index.
  - Also The History of The Lord of the Rings comprising volumes 6, 7, 8, and 9 (volume 9 re-titled The End of the Third Age, some paperback editions truncated to only relevant chapters)
- Tolkien, J.R.R. (2007).  — (red.). The Children of Húrin.
- Tolkien, J.R.R. (2009).  — (red.). The Legend of Sigurd and Gudrún.
- Tolkien, J.R.R. (2013).  — (red.). The Fall of Arthur.
- —, red. (2014). Beowulf: A Translation and Commentary. Oversat af Tolkien, J.R.R.
- Tolkien, J.R.R. (2017).  — (red.). Beren and Lúthien.
- Tolkien, J.R.R. (2018).  — (red.). The Fall of Gondolin.